# Sam Simon
Sam Simon (Los Angeles, Califòrnia, 6 de juny de 1955 − Pacific Palisades, Califòrnia, 8 de març de 2015) va ser un productor de televisió i escriptor estatunidenc, conegut per realitzar al costat de Matt Groening i James L. Brooks la sèrie animada Els Simpson. També va treballar en sèries com Cheers, El show de Drew Carey i The Tracey Ullman Show.
Va estar casat amb Jennifer Tilly des de 1984 fins a 1991, i amb Jami Ferrell entre els anys 2000 i 2003, en ambdós casos es va divorciar.

## Filmografia
| Any          | Títol                                                  | Paper | Notes |
| ------------ | ------------------------------------------------------ | --- | --- |
| 1979         | The New Adventures of Mighty Mouse and Heckle & Jeckle | Artista de storyboard, guionista | |
| 1979         | Fat Albert and the Cosby Kids                          | Artista de storyboard, guionista | |
| 1981         | Best of the West                                       | Guionista | |
| 1982         | Barney Miller                                          | Guionista | |
| 1981–1983    | Taxi                                                   | Editor d'història executiu, showrunner, productor, guionista | Nominació − Primetime Emmy a la millor sèrie còmica (1983) |
| 1982–1985    | Cheers                                                 | Productor, guionista | Nominació − Primetime Emmy a la millor sèrie còmica (1985) |
| 1984         | Shaping Up                                             | Creador, productor executiu, guionista | |
| 1987–1988    | It's Garry Shandling's Show                            | Consultor creatiu, guionista | Nominació − Primetime Emmy al millor guió de sèrie còmica (1987) |
| 1987–1989    | The Tracey Ullman Show                                 | Productor executiu, guionista | Primetime Emmy al millor programa musical o de varietats (1989) Primetime Emmy al millor guió en programa musical o de varietats (1990) Nominació − Primetime Emmy al millor programa musical o de varietats (1990) Nominació − Primetime Emmy al millor guió en programa musical o de varietats (1987, 1988, 1989) |
| 1989–1993    | Els Simpsons                                           | Disseny de personatges, consultor creatiu, supervisor creatiu, desenvolupador, productor executiu, showrunner, guionista Va abandonar la sèrie l'any 1993 però va continuar apareixent en els crèdit com a productor executiu. | Primetime Emmy al millor programa d'animació (1990, 1991, 1995, 1997, 1998, 2000, 2001) Nominació − Primetime Emmy al millor programa d'animació (1992, 1996, 1999, 2002) |
| 1993–present | Els Simpsons                                           | Productor executiu, desenvolupador | Primetime Emmy al millor programa d'animació (1990, 1991, 1995, 1997, 1998, 2000, 2001) Nominació − Primetime Emmy al millor programa d'animació (1992, 1996, 1999, 2002) |
| 1991         | Sibs                                                   | Creador, guionista | |
| 1991         | The Super                                              | Guionista | |
| 1993         | Phenom                                                 | Creador, guionista | |
| 1994–1995    | The George Carlin Show                                 | Co-creador, director, productor executiu, showrunner, guionista | |
| 1996         | Men Behaving Badly                                     | Director | |
| 1996         | Bless This House                                       | Consultor creatiu | |
| 1997         | Friends                                                | Director | |
| 1998–2003    | The Drew Carey Show                                    | Productor consultiu, director, guionista | |
| 1999         | The Norm Show                                          | Director | |
| 2000         | The Michael Richards Show                              | Director | |
| 2000         | American Adventure                                     | Productor executiu | |
| 2001         | Rock & Roll Back to School Special                     | Productor consultiu, guionista | |
| 2001         | House of Cards                                         | Productor executiu, guionista | |
| 2009         | Sam's Game                                             | Creador, productor executiu, presentador | |
| 2012         | Anger Management                                       | Consultor, director | |